# Brubaker
Brubaker (v anglickém originále Brubaker) je americký dramatický film z roku 1980. Režisérem filmu je Stuart Rosenberg. Hlavní role ve filmu ztvárnili Robert Redford, Yaphet Kotto, Jane Alexander, Murray Hamilton a David Keith.

## Děj
Film byl natočen podle autobiografické knihy Toma Murtona, popisující neutěšenou situaci v amerických nápravných zařízeních. Hlavním hrdinou je Henry Brubaker, který byl jmenován ředitelem věznice Wakefield. Aby poznal skutečné fungování této instituce, nechá se do ní zavřít jako řadový vězeň. Zjistí, že bachaři zpronevěřují veřejné prostředky a libují si v bití a ponižování svěřených osob. Rozhodne se usilovat o nápravu, ale ukáže se, že místním politikům stávající poměry vyhovují.      

## Ocenění
Film byl nominován na Oscara v kategorii nejlepší scénář.
Tržby činily 37 121 708 dolarů, což dělá z Brubakera 19. nejvýdělečnější americký film roku 1980.

## Obsazení
| Robert Redford  | Henry Brubaker   |
| Yaphet Kotto    | Richard Coombes  |
| Jane Alexander  | Lillian Gray     |
| Murray Hamilton | John Deach       |
| David Keith     | Larry Lee Bullen |
| Morgan Freeman  | Walter           |
| Matt Clark      | Roy Purcell      |
| Tim McIntire    | Huey Rauch       |
| M. Emmet Walsh  | C.P. Woodward    |